# Victoria (film, 2008)
 (mars 2022).
Si vous disposez d'ouvrages ou d'articles de référence ou si vous connaissez des sites web de qualité traitant du thème abordé ici, merci de compléter l'article en donnant les références utiles à sa vérifiabilité et en les liant à la section « Notes et références ».
Pour les articles homonymes, voir Victoria.
Pour plus de détails, voir Fiche technique et Distribution.
Victoria est un film franco-canadien de type road movie réalisé par Anna Karina et sorti en 2008.

## Synopsis
Deux chanteuses de drag queen français en visite au Québec sont accompagnés en tournée par Victoria, une femme muette et amnésique.

## Fiche technique
- Titre canadien français : La dame de cœur
- Réalisation : Anna Karina
- Scénario : Anna Karina
- Production : Hejer Charf, Nadja Productions Inc (Montréal)
- Musique : Philippe Katerine
- Chansons : Jean-Pierre Stora, Jacques Ferchit
- Image : Philippe Lavalette
- Montage : Mathieu Arsenault
- Durée : 95 minutes
- Dates de sortie :
  - octobre 2008 : Festival du film de Pusan ( Corée du Sud)
  - 19 mars 2009 : Festival du film de femmes de Créteil ( France)[2]
  - octobre 2009 : Mill Valley Film Festival ( États-Unis)

## Distribution
- Anna Karina
- Jean-François Moran
- Louis Woodson
- Emmanuel Reichenbach
- Sylvie de Morais-Nogueira
- Sophie Desmarais